# Język kula
Język kula, także: kola, lamtoka, lantoka, tanglapui – język papuaski z grupy alor-pantar, używany w prowincji Małe Wyspy Sundajskie Wschodnie w Indonezji, na wyspie Alor. Według danych z 1997 roku posługuje się nim 5 tys. osób.
Z danych Ethnologue wynika, że dzieli się na kilka dialektów: iramang, kula, kulatela, watena, larena, kula watena, sumang, arumaka.
Odnotowano, że na poziomie struktury przypomina pobliski język sawila, ale nie jest z nim dobrze wzajemnie zrozumiały. Nazwa „tanglapui” odnosi się do obu tych języków; zasugerowano wręcz, że mogą to być dialekty. Pod wieloma względami kula ma charakter przejściowy między sawila a wersing.
Według danych z 2017 r. jest zagrożony wymarciem, przyczynia się do tego wzrost roli malajskiego alorskiego. Najmłodsze pokolenie ma przeważnie bierną jego znajomość. Pozostaje jednak w użyciu wśród osób dorosłych. Niektórzy znają również języki sawila i wersing.
Poświęcono mu skrótowe opracowanie gramatyczne (Kula, w: The Papuan languages of Timor, Alor and Pantar: Sketch grammars, 2017) . Jest zapisywany alfabetem łacińskim.